# Karl-Heinz Danielowski
Karl-Heinz Danielowski, född den 31 mars 1940 i Sülldorf i Tyskland, är en östtysk roddare.
Han tog OS-guld i åtta utan styrman i samband med de olympiska roddtävlingarna 1976 i Montréal.